# Carl Johan Jepson
Robert Carl Johan Jepson, född 25 september 1977, är en svensk travkusk och före detta travtränare. Han föder även upp travhästar. Hans hemmabana är Färjestad. Han avslutade sin tränarrörelse under 2014 för att endast köra som catchdriver.
Han har kört hästar som Handsome Brad, Sorbet, Milligan's School, Enterprise, Beau Mec, Mack Dragan, Betting Gangster och Activated.

## Karriär

### Tidig karriär
Jepson avslutade sin tränarrörelse under 2014 för att endast köra som catchdriver. Under de första åren som catchdriver körde han in cirka 8,5 miljoner kronor i snitt per säsong.
Den 7 oktober 2015 segrade han i Prix du Pont des Arts med Oliver Kronos på Hippodrome d'Enghien-Soisy i Frankrike. Loppet var det första och hittills (2018) enda lopp som han kört i Frankrike.

### Säsongen 2017
Jepson nådde stora framgångar under säsongen 2017. Han hade sin dittills bästa säsong i karriären, och körde under året in totalt 10,9 miljoner kronor som kusk. Han blev kuskchampion på Axevalla och Åmål samt hamnade på elfte plats i den allsvenska kuskligan. Hans största seger under året togs med hästen Mack Dragan i en Klass I-final i november 2017.

### Säsongen 2018
Under säsongen 2018 passerade Jepson flera nya milstolpar som kusk. Under våren segrade han i Guldbjörken med Beau Mec. Segern innebar att de fick en inbjudan till att delta i finalen av Olympiatravet, där de sedan kom på femteplats.
Den 12 maj 2018 tog Jepson karriärens första seger i ett Grupp 2-lopp när han vann Lyon Grand Prix med Handsome Brad. Segern togs på världsrekordtiden 1.11,7 över 2640 meter, vilket var en tangering av Readly Express och On Track Piratens delade världsrekord över distansen. Den 18 augusti 2018 segrade han i den korta E3-finalen med Betting Gangster. Detta var Jepsons första seger i ett Grupp 1-lopp. Som kusk till Betting Gangster deltog Jepson även i årets upplaga av Svenskt Trav-Kriterium, där de kom på fjärdeplats.

### Säsongen 2019
Under 2019 tog Jepson ytterligare kliv som catch driver med segrar i flera storlopp. Den 11 maj 2019 segrade han i Drottning Silvias Pokal på Åbytravet tillsammans med Activated, och dagen efter segrade han i Danmarks största travlopp Copenhagen Cup på Charlottenlund tillsammans med Handsome Brad. Efter segen i Danmark bjöds Handsome Brad in till årets upplaga av Elitloppet. Tränare Ulf Stenströmer tackade nej till inbjudan två dagar senare. Jepson fick istället chansen att köra Sorbet, tränad av Daniel Redén.
Den 20 maj 2019 blev han medlem i den så kallade Tusenklubben, då han tog sin 1000:e kuskseger i karriären. Segern togs på Mantorptravet bakom Ad Hoc, tränad av Raoul Engblom.
Den 8 juni 2019 fick Jepson chansen att köra Milligan's School i Jämtlands Stora Pris åt Stefan Melander, eftersom ordinarie kusk Ulf Eriksson var avstängd denna tävlingsdag. Tillsammans vann de loppet före Double Exposure, och segern var värd 700 000 kronor. Den 21 juli 2019 vann Jepson Stochampionatet tillsammans med Activated, och tog då sin  största seger hittills i karriären. Både vid segern i Stochampionatet och Drottning Silvias Pokal segrade ekipaget över storhandsfavoriten Conrads Rödluva och Örjan Kihlström.

## Segrar i större lopp
| År   | Lopp                                 | Häst              | Tränare            | Lopptyp |
| ---- | ------------------------------------ | ----------------- | ------------------ | ------- |
| 2004 | Lärlingseliten                       | Gazza Frontline   | Åke Svanstedt      | -       |
| 2017 | Klass I-final, nov                   | Mack Dragan       | Morgan Wilhelmsson | -       |
| 2018 | Guldbjörken                          | Beau Mec          | Lars Wikström      | -       |
| 2018 | Lyon Grand Prix                      | Handsome Brad     | Ulf Stenströmer    | Grupp 2 |
| 2018 | Margaretas Tidiga Unghästserie, juli | Ad Hoc            | Raoul Engblom      | -       |
| 2018 | Korta E3, hingstar/valacker          | Betting Gangster  | Jerry Riordan      | Grupp 1 |
| 2018 | Storsjöpokalen                       | Erik Sting        | Timo Nurmos        | -       |
| 2018 | Walter Lundbergs Memorial            | Vischio Holz      | Magnus Dahlén      | -       |
| 2019 | Silverdivisionens final, mars        | Velvet Gio        | Magnus Dahlén      | -       |
| 2019 | Örebro Intn'l                        | Mack Dragan       | Morgan Wilhelmsson | Grupp 2 |
| 2019 | Margaretas Tidiga Unghästserie, maj  | Global Allegiance | Mattias Djuse      | -       |
| 2019 | Drottning Silvias Pokal              | Activated         | Fredrik Wallin     | Grupp 1 |
| 2019 | Copenhagen Cup                       | Handsome Brad     | Ulf Stenströmer    | Grupp 1 |
| 2019 | Jämtlands Stora Pris                 | Milligan's School | Stefan Melander    | Grupp 2 |
| 2019 | Olympiatravet                        | Handsome Brad     | Ulf Stenströmer    | Grupp 1 |
| 2019 | Stochampionatet                      | Activated         | Fredrik Wallin     | Grupp 1 |
| 2019 | Svampen Örebro                       | Sayonara          | Fredrik Wallin     | Grupp 2 |
| 2020 | Klass I-final, feb                   | Atik D.L.         | Magnus Dahlén      | -       |
| 2020 | Jämtlands Stora Pris                 | Handsome Brad     | Ulf Stenströmer    | Grupp 2 |
| 2021 | Långa E3, ston                       | Red Lady Express  | Christian Persson  | Grupp 1 |
| 2021 | Birger Bengtssons Minne              | Handsome Brad     | Ulf Stenströmer    | -       |
| 2022 | Silverdivisionens final, feb         | Beartime          | Helena Edlund      | -       |